# Javier Rodríguez Moreno
Javier Rodríguez Moreno (geboren am 22. Juli 2002 in Madrid) ist ein spanischer Handballspieler.

## Vereinskarriere
Rodriguez lernte das Handballspiel bei BM Base Villaverde. Er spielte bis 2020 für BM Alcobendas, dabei bis zum Abstieg in der Spielzeit 2018/2019 in der Liga Asobal, der höchsten spanischen Liga. Rodriguez wechselte dann zum Erstligisten Quabit BM Guadalajara, mit dem er nach der Spielzeit 2020/2021 abstieg. Ab dem Jahr 2021 lief er für BM Logroño La Rioja ebenfalls in der Liga Asobal auf. Zur Spielzeit 2023/2024 wechselte er zum FC Barcelona, mit dem er alle spanischen Titel sowie die EHF Champions League 2023/2024 gewann. Nach der Saison 2024/2025 verließ er das Team aus Barcelona.
Ab Sommer 2025 wechselt er nach Portugal, wo er für Benfica Lissabon auflaufen wird.
Mit den Teams aus Logroño und Barcelona nahm er an internationalen Vereinswettbewerben teil.

## Auswahlmannschaften
Er spielte in den spanischen Nachwuchsauswahlen, 2017 wurde er erstmals in den Kader („los Hispanos Promesas“) eingeladen.
Bei den Mittelmeerspielen 2020 gewann er mit der spanischen Jugendauswahl die Goldmedaille. Er gewann mit der U18/U19-Auswahl die Bronzemedaille bei der U-19-Europameisterschaft 2021 und wurde in das All-Star-Team gewählt. Rodriguez bestritt von 2019 bis 2021 insgesamt 25 Spiele für die Jugendauswahl, in denen er 38 Tore warf.
Mit der Juniorenauswahl Spaniens gewann er die Goldmedaille bei der U-20-Europameisterschaft 2022 und wurde erneut in das All-Star-Team gewählt. Für die Juniorenauswahl stand er von 2022 bis 2023 in 30 Spielen auf dem Platz und warf 71 Tore.
Im Dezember 2021 wurde er erstmals in den Kader der spanischen A-Nationalmannschaft berufen. Sein erstes Spiel bestritt er am 27. April 2023 im EHF Euro Cup gegen die dänische Auswahl. Mit der spanischen Olympiamannschaft 2024 gewann er die Bronzemedaille bei den Olympischen Spielen. Er gehörte zum spanischen Aufgebot zur Weltmeisterschaft 2025 (18. Platz).

## Erfolge
Mit Barcelona gewann er in der Spielzeit 2023/2024 die spanische Meisterschaft, die Champions League, den katalanischen und iberischen Supercup und die Copa del Rey.